# Attacco iraniano contro Israele del 13 aprile 2024
L'attacco iraniano contro Israele è avvenuto tra la sera di sabato 13 e la notte di domenica 14 aprile 2024, come rappresaglia per il bombardamento del consolato iraniano di Damasco in Siria avvenuto tredici giorni prima, inquadrabile nel doppio contesto della guerra per procura Iran-Israele e dell'internazionalizzazione della guerra Israele-Hamas.
Il bombardamento degli edifici diplomatici iraniani, costato la vita a sedici persone, tra cui due civili e diversi militari d'alto rango, era stato attribuito a Israele dall'Iran, pur in assenza di rivendicazioni formali da parte del primo, spianando la strada ad un periodo di alcuni giorni caratterizzato da una intensa triangolazione diplomatica coinvolgente gli Stati Uniti e avente come obiettivo il disinnescamento di una possibile guerra regionale tra le due potenze. Alla fine il 19 aprile, per rappresaglia, Israele ha lanciato un altro attacco dopo quello al consolato, bombardando una base militare sul suolo iraniano.

## Antefatti
Il 1° aprile 2024 Israele ha eseguito un bombardamento aereo sul consolato iraniano a Damasco, nel corso del quale sono morti due civili e diversi membri del Corpo delle guardie della rivoluzione islamica, comunemente noti come Pasdaran.

## L'attacco
L'Iran ha lanciato un attacco contro il territorio israeliano utilizzando più di 300 tra droni, missili balistici e da crociera. I primi ordigni hanno raggiunto Israele nella zona del Neghev. Questa è stata la prima offensiva iraniana diretta contro Israele da quando è iniziata l'ostilità tra i due Paesi dopo la rivoluzione islamica del 1979. I capi dei Pasdaran hanno ribattezzato l'attacco "operazione Promessa sincera".
Israele ha dichiarato che il 99% dei droni e dei missili sono stati abbattuti dalla coalizione durante quella cha ha soprannominato "operazione Scudo di ferro", la maggior parte prima di entrare nello spazio aereo israeliano, mentre un funzionario statunitense ha affermato che almeno nove missili iraniani hanno colpito due aeroporti militari israeliani, provocando lievi danni. Alcuni missili balistici sono stati abbattuti nello spazio dal sistema antimissili balistici Arrow.